# Diosso (Burkina Faso)
Pour les articles homonymes, voir Diosso.
Diosso est une localité située dans le département de Karangasso-Vigué de la province du Houet de la région des Hauts-Bassins au Burkina Faso.

## Éducation et santé
Diosso accueille un dispensaire isolé.